# Toma de Gibraltar (1309)
El sitio de Gibraltar de 1309 fue una empresa bélica que tuvo lugar en el año 1309, durante el reinado de Fernando IV de Castilla, rey de Castilla, y en el transcurso de la Reconquista.
Se desconoce cuándo comenzó el asedio de Gibraltar de 1309, aunque la ciudad capituló ante las tropas del rey Fernando IV de Castilla el día 12 de septiembre de 1309. En el asedio destacó la participación de Alonso Pérez de Guzmán, señor de Sanlúcar de Barrameda, de Juan Núñez de Lara el Menor, señor de la Casa de Lara, y de las milicias concejiles de la ciudad de Sevilla.

## Antecedentes
El 19 de diciembre de 1308, en Alcalá de Henares, Fernando IV de Castilla y los embajadores aragoneses Bernaldo de Sarriá y Gonzalo García rubricaron el tratado de Alcalá de Henares. Fernando IV, que contaba con el apoyo de su hermano, el infante Pedro, de Diego López V de Haro, del arzobispo de Toledo y del obispo de Zamora, acordó iniciar la guerra contra el reino de Granada el 24 de junio de 1309 y se comprometió, al igual que el monarca aragonés, a no firmar una paz por separado con el monarca granadino. El rey castellano aportaría diez galeras a la expedición y otras tantas el rey aragonés. Se aprobó con la anuencia de ambas partes que las tropas del reino de Castilla atacarían las plazas de Algeciras y Gibraltar, mientras que los aragoneses conquistarían la ciudad de Almería. 
Fernando IV de Castilla se comprometió a ceder una sexta parte del reino de Granada al rey aragonés, y le concedió el reino de Almería en su totalidad como adelanto por el mismo, excepto las plazas de Bedmar, Locubín, Alcaudete, Quesada y Arenas, que habían formado parte del reino de Castilla y León en el pasado. Fernando IV estableció que si se daba la circunstancia de que el reino de Almería no se correspondiese con la sexta parte del reino de Granada el arzobispo de Toledo por parte de Castilla y el Obispo de Valencia por parte de los aragoneses serían los encargados de resolver las posibles deficiencias del cálculo. La concesión al reino de Aragón de una parte tan extensa del reino nazarita de Granada motivó que el infante Juan de Castilla el de Tarifa y don Juan Manuel protestasen contra la ratificación del tratado, aunque dicha protesta no tuvo consecuencias. 
La entrada en vigor de las cláusulas del tratado de Alcalá de Henares supuso una notable ampliación de los futuros límites del reino de Aragón, que alcanzó unos límites mayores que los previstos en los tratados de Cazorla y Almizra, en los que se habían establecido las futuras áreas de expansión de los reinos de Castilla y Aragón en el pasado. Además, Fernando IV otorgó su consentimiento para que Jaime II de Aragón negociase una alianza con el rey de Marruecos, a fin de combatir al reino de Granada.
Tras la firma del tratado de Alcalá de Henares, los reyes de Castilla y Aragón enviaron embajadores a la Corte de Aviñón, a fin de solicitar al papa Clemente V que concediese la condición de cruzada a la lucha contra los musulmanes del sur de la península ibérica, y para que concediese la necesaria dispensa para la celebración del matrimonio entre la infanta Leonor de Castilla, hija primogénita y heredera de Fernando IV, y el infante Jaime de Aragón, hijo y heredero de Jaime II el Justo, a lo que el Papa accedió, pues la dispensa necesaria para celebrar dicho matrimonio fue otorgada antes de la llegada de los embajadores a Aviñón. El 24 de abril de 1309 el papa Clemente V, mediante la bula "Indesinentis cure", autorizó la predicación de la cruzada en los dominios del rey Jaime II de Aragón, y otorgó a la empresa los diezmos que habían sido destinados a la conquista de Córcega y Cerdeña.
En las Cortes de Madrid de 1309, las primeras celebradas en la actual capital de España, el rey manifestó su deseo de ir a la guerra contra el reino de Granada, al tiempo que demandaba subsidios para poder hacer la guerra. En dichas Cortes estuvieron presentes el rey Fernando IV y su esposa, la reina María de Molina, los infantes Pedro, Felipe y Juan, don Juan Manuel, Juan Núñez de Lara el Menor, Diego López V de Haro, Alfonso Téllez de Molina, hermano de la reina María de Molina, el arzobispo de Toledo, los Maestres de las Órdenes Militares de Santiago y Calatrava, los representantes de las ciudades y concejos, y otros nobles y prelados. Las Cortes aprobaron la concesión de cinco servicios, destinados a pagar las soldadas de los ricoshombres e hidalgos. 
Numerosos magnates del reino, encabezados por el infante Juan de Castilla el de Tarifa y por don Juan Manuel, se opusieron al proyecto de tomar la ciudad de Algeciras, pues preferían realizar una campaña de saqueo y devastación en la Vega de Granada. Además, el infante Juan se hallaba resentido con el rey debido a la negativa de este último a entregarle el municipio de Ponferrada, y don Juan Manuel, a pesar de que deseaba hacer la guerra al reino de Granada desde sus tierras murcianas, fue obligado por Fernando IV a participar junto a sus mesnadas en el cerco de Algeciras.
En esos momentos, el Maestre de la Orden de Calatrava realizó una incursión en la frontera y obtuvo un considerable botín, y el 13 de marzo de 1309 el obispo de Cartagena, contando con la aprobación del cabildo catedralicio de Cartagena, se apoderó de la villa y del castillo de Lubrín, que posteriormente le serían donados por Fernando IV el Emplazado. Terminadas las Cortes de Madrid, Fernando IV se dirigió a Toledo, donde aguardó a que se le uniesen sus tropas, al tiempo que dejaba a su madre, la reina María de Molina, a cargo del gobierno del reino, confiándole la custodia de los sellos.

## Movilización cristiana
En la campaña intervinieron el infante Juan de Castilla "el de Tarifa", don Juan Manuel, Diego López V de Haro, señor de Vizcaya, Juan Núñez de Lara el Menor, señor de la Casa de Lara, Alonso Pérez de Guzmán, Fernán Ruiz de Saldaña, y otros magnates y ricoshombres castellanos. También tomaron parte en la empresa las milicias concejiles de Salamanca, Segovia, Sevilla, Zamora, y de otras ciudades.
Por su parte, el rey Dionisio I de Portugal, suegro de Fernando IV de Castilla, envió un contingente de 700 caballeros a las órdenes de Martín Gil de Sousa, Alférez del rey de Portugal, y Jaime II de Aragón aportó a la expedición contra Algeciras diez galeras. El Papa Clemente V, mediante la bula "Prioribus, decanis", emitida el 29 de abril de 1309 en la ciudad de Aviñón, concedió a Fernando IV de Castilla la décima parte de todas las rentas eclesiásticas de sus reinos durante tres años, a fin de contribuir al sostenimiento de la guerra contra el reino de Granada. 
Desde la ciudad de Toledo, Fernando IV se dirigió a Córdoba, donde los emisarios del rey de Aragón le anunciaron que Jaime II de Aragón estaba dispuesto para comenzar el sitio de Almería. En la ciudad de Córdoba el rey Fernando IV discutió de nuevo el plan de campaña, pues su hermano el infante Pedro, su tío el infante Juan de Castilla el de Tarifa, don Juan Manuel y Diego López V de Haro, señor de Vizcaya, entre otros, se oponían al proyecto de cercar la ciudad de Algeciras, ya que todos ellos preferían saquear y devastar la Vega de Granada mediante una serie de ataques sucesivos que desmoralizarían a los musulmanes granadinos. No obstante, la voluntad de Fernando IV prevaleció y las tropas castellano-leonesas se prepararon para sitiar Algeciras. 
Los últimos preparativos de la campaña fueron realizados en la ciudad de Sevilla, a la que Fernando IV llegó a principios de julio de 1309. Los víveres y suministros acumulados en la ciudad de Sevilla por el ejército castellano-leonés fueron trasladados por el río Guadalquivir, y posteriormente por mar hasta Algeciras.

## El asedio de Gibraltar
El 27 de julio de 1309 una parte del ejército castellano-leonés se encontraba ante los muros de la ciudad de Algeciras, y tres días después, el día 30 de julio, llegaron el rey Fernando IV de Castilla y su tío el infante Juan de Castilla el de Tarifa, acompañados por numerosos ricoshombres. Por su parte, el rey Jaime II de Aragón comenzó a sitiar la ciudad de Almería el día 15 de agosto, y el asedio se prolongó hasta el día 26 de enero de 1310. 
Una vez comenzado el asedio de Algeciras, el rey Fernando IV de Castilla envió a Juan Núñez de Lara el Menor, a Alonso Pérez de Guzmán, a Fernando Gutiérrez Tello, arzobispo de Sevilla, al concejo de la ciudad de Sevilla, y al Maestre de la Orden de Calatrava a que sitiasen Gibraltar. La Crónica de Fernando IV refiere que las tropas del reino de Castilla cercaron la ciudad de Gibraltar y la asediaron con dos engeños, es decir, con dos máquinas de asedio. Y la misma crónica refiere que las tropas de Fernando IV estrecharon tanto el cerco que los musulmanes no pudieron resistir el ataque y decidieron rendir la plaza, aunque antes de que fuera ocupada por las tropas castellano-leonesas, estas permitieron que 1125 musulmanes abandonaran la ciudad.
El 12 de septiembre de 1309 las tropas del rey Fernando IV ocuparon Gibraltar. La Crónica de Fernando IV refiere que cuando el soberano castellano hizo su entrada en Gibraltar, un musulmán anciano le espetó lo siguiente:

Señor, que oviste conmigo en me echar de aquí; ca tu visabuelo el rey D. Fernando quando tomó a Sevilla me echó dende é vine a morar á Xerez, é después el rey D. Alfonso, tu abuelo, quando tomó a Xerez hechome dende é yo vine á morar a Tarifa, é cuydando que estaba en lugar salvo, vino el rey D. Sancho, tu padre, é tomó a Tarifa é hechome dende, é vine a morar aquí á Gibraltar, é teniendo que en ningún lugar non estaría tan en salvo en toda la tierra de los moros de aquende la mar como aquí. É pues veo que en ningún lugar destos non puedo fincar, yo yré allende la mar é me porné en lugar do biva en salvo é acabe mis días.

Tras la conquista de la ciudad de Gibraltar, Fernando IV de Castilla ordenó la reparación de sus murallas, que se habían visto afectadas por el asedio, y la construcción de una nueva torre. Al mismo tiempo, el monarca dispuso la edificación de una atarazana en Gibraltar, que debería servir de refugio a las naves. Varios meses después, el 31 de enero de 1310, Fernando IV concedió a Gibraltar un fuero a fin de incentivar la repoblación y el enriquecimiento de la ciudad. En los meses de febrero y marzo de 1310 Fernando IV recompensó a la ciudad de Sevilla, cuyas milicias concejiles se habían distinguido en la conquista de Gibraltar, mediante la concesión de una serie de privilegios.